# Кубок Ліхтенштейну з футболу 1956—1957
Кубок Ліхтенштейну з футболу 1956—1957 — 12-й розіграш кубкового футбольного турніру в Ліхтенштейні. Титул здобув Вадуц.

## 1/2 фіналу
| Команда 1 | Рахунок | Команда 2 |
| --------- | ------- | --------- |
| Шан       | 2–0     | Трізен    |
| Бальцерс  | 0–9     | Вадуц     |

## Фінал
| 15 вересня 1957 |

| Вадуц | 4–0 | Шан |
| ----- | --- | --- |
|       |     |     |

| Вадуц |